# TheOdd1sOut
Robert James Rallison (ur. 14 maja 1996), znany jako TheOdd1sOut – amerykański artysta, animator i youtuber. W styczniu 2019 roku jego kanał na platformie YouTube osiągnął 10 milionów subskrypcji.

## Życiorys

### Życie prywatne
Rallison urodził się 14 maja 1996 roku w Arizonie, w Stanach Zjednoczonych jako jedno z dwóch bliźniąt i piątki dzieci Janette Rallison. Obecnie zamieszkuje w Los Angeles, w Kalifornii, w Stanach Zjednoczonych.

### Komiksy internetowe
Rallison zaczął publikować swoje komiksy internetowe z serii zatytułowanej TheOdd1sOut 12 czerwca 2012 roku na serwisie Tumblr, później także dodając je na stronie iFunny. Swoje prace publikuje do dziś.

### Kariera na platformie YouTube
30 sierpnia 2014 roku, Rallison otworzył swój kanał na platformie YouTube nazwany theodd1sout comic, gdzie zaczął umieszczać swoje filmy animowane w których przytaczał historie ze swojego życia oraz wygłaszał swoje myśli i opinie. Po kilku latach powolne wzrostu, w kwietniu 2016, jego kanał odnotował znaczący wzrost subskrypcji z 278 000 do 400 000
Jego filmy dotyczące pracy w sieci barów szybkiej obsługi Subway, określaną w nich jako „Sooubway” zostały opisane na popularnym blogu kulinarnym Foodbeast. Autor strony, Peter Pham, określił filmy Rallisona jako „niesamowite i prześmieszne”.
W 2017 roku, Dave Trumbore z Collidera nazwał Rallisona jednym z pięciu youtuberów „gotowych na olbrzymi sukces”. W 2018 jego kanał pozytywnie oceniła Kristin Brantley ze strony Culturess.
2 grudnia 2017 James Rallison otworzył swój drugi kanał na YouTube’ie zatytułowany TheOdd2sOut, na którym zaczął umieszczać materiały nie wymagające animacji. 3 kwietnia 2018 roku kanał ten osiągnął milion subskrypcji.
19 lipca 2018 Rallison na swoim kanale opublikował utwór Life is Fun wykonany wspólnie z Boyinabandem, który wytworzył ponad 53,8 miliona wyświetleń. W 2018 roku został nominowany na 8th Streamy Awards w kategorii Animowane.
Jego animowana postać pojawiła się w napisach końcowych filmu YouTube Rewind: The Shape of 2017 oraz YouTube Rewind 2018: Everyone Controls Rewind gdzie otrzymał rolę mówioną.
24 stycznia 2019 roku jego główny kanał uzyskał ponad 10 milionów subskrypcji.

### Inne dzieła
Rallison napisał książkę The Odd 1s Out: How to Be Cool and Other Things I Definitely Learned from Growing Up która została opublikowana 31 lipca 2018 roku przez wydawnictwo TarcherPerigee. Zajęła ona 12. miejsce w kategorii „sprzedaży w miękkiej oprawie” na liście bestsellerów 13 kwietnia 2018 magazynu Publishers Weekly. Wydał on również grę karcianą o nazwie „Can’t Catch Harry”.

## Dyskografia
- Life is Fun (wraz z Boyinabandem) (2018)

## Filmografia

### Animacja
- 2017: YouTube Rewind: The Shape of 2017
- 2018: YouTube Rewind 2018: Everyone Controls Rewind

### Użyczenie głosu
- 2018: How It Should Have Ended jako Martha (odcinek 138.)
- 2018: YouTube Rewind 2018: Everyone Controls Rewind jako on sam

## Książki
- The Odd 1s Out: How to Be Cool and Other Things I Definitely Learned from Growing Up, TarcherPerigee, Nowy Jork, 2018 ISBN 978-0-14-313180-9